# Metoděj Florian
Metoděj Florian (6. prosince 1904 Stará Říše – 3. prosince 1987 Stará Říše) byl český grafik, řezbář a hudebník.

## Život
Své první linoryty a dřevoryty publikoval jako patnáctiletý ve sbornících Nova et vetera. Od roku 1935 byl varhaníkem u svaté Markéty v Praze na Břevnově a působil také jako korepetitor ve Venhodově Schole cantorum.
Vyřezával betlémy, v roce 1941 zhotovil betlém do kostela svaté Markéty na Břevnově v Praze. Ručně opisoval, ilustroval a vázal knihy. Sebral zbojnické písně, které doprovodil kresbami. M. Venhoda je půjčil hudebnímu skladateli Bohuslavu Martinů. Toho kresby zaujaly natolik, že v roce 1957 složil Zbojnické písně. Celkem opsal a ilustroval 103 knih.
Hudbě jej vyučoval Otto Albert Tichý, když bydlel ve Staré Říši. Zajímal se o gregoriánský chorál, který provozoval u svaté Markéty. Sám skládal církevní hudbu a ordinária. U svaté Markéty působil jako varhaník a ředitel kůru patnáct let. Po zrušení kláštera (1950) a zatčení břevnovského opata Anastáze Opaska se vrátil do Staré Říše. V letech 1967 až 1975 byl varhaníkem v kostele svatého Jakuba v Jihlavě.